# Mazjīnī
Mazjīnī (persiska: مِزَهجين, مزجينی, مِزَجين, Mezahjīn) är en ort i Iran.   Den ligger i provinsen Ardabil, i den nordvästra delen av landet, 300 km nordväst om huvudstaden Teheran. Mazjīnī ligger 1 968 meter över havet och antalet invånare är 542.
Terrängen runt Mazjīnī är kuperad. Runt Mazjīnī är det ganska glesbefolkat, med 38 invånare per kvadratkilometer. Närmaste större samhälle är Khalkhāl, 5,3 km nordost om Mazjīnī. Trakten runt Mazjīnī består i huvudsak av gräsmarker.